# Albi di Isa & Bea - Streghe tra noi
Quello che segue è l'elenco degli albi della serie del fumetto Isa & Bea - Streghe tra noi edito da Edizioni Cioè e, dal 2008 all'interruzione, da Asmi Service Editoriale.
| Indice 2001 2002 2003 2004 2005 2006 2008 2009 Speciali |

| Legenda serie                                                                    |
| -------------------------------------------------------------------------------- |
| Prima serie Seconda serie Terza serie, "Forever" Quarta serie "Amiche x sempre!" |

## 2002
| Nr. | Titolo | Titolo                   | Mese di pubblicazione | Soggetto                         | Sceneggiatura    | Disegni                         | Copertina |
| --- | ------ | ------------------------ | --------------------- | -------------------------------- | ---------------- | ------------------------------- | --------- |
| 1   |        | Il castigo delle streghe | aprile                | Simona Calavetta, Andrea Ferreri | Simona Calavetta | Maria Rita Gentili              |           |
| 2   |        | Federico                 | maggio                | Simona Calavetta, Andrea Ferreri | Simona Calavetta | Monica Catalano                 |           |
| 3   |        | La minaccia di Melfaroth | giugno                | Simona Calavetta, Andrea Ferreri | Andrea Ferreri   | Maria Rita Gentili              |           |
| 4   |        | Fine di un'amicizia      | luglio                | Simona Calavetta, Andrea Ferreri | Simona Calavetta | Yoko Ippolitoni, Federica Salfo |           |
| 5   |        | Diabolico ricatto        | agosto                |                                  |                  |                                 |           |
| 6   |        | Halloween                | settembre             |                                  |                  |                                 |           |
| 6   |        | Notte magica per Bogie   | settembre             | Simona Calavetta                 | Simona Calavetta | Maria Rita Gentili              |           |
| 7   |        | Minaccia dal passato     | ottobre               | Simona Calavetta, Andrea Ferreri | Andrea Ferreri   | Luca Carboni                    |           |
| 8   |        | Il Natale di una volta   | novembre              |                                  |                  |                                 |           |
| 9   |        | Storia d'armi e d'amori  | dicembre              | Simona Calavetta                 | Simona Calavetta | A. Pucci                        |           |

## 2003
| Nr. | Titolo | Titolo                    | Mese di pubblicazione | Soggetto                               | Sceneggiatura    | Disegni            | Copertina |
| --- | ------ | ------------------------- | --------------------- | -------------------------------------- | ---------------- | ------------------ | --------- |
| 10  |        | Il segreto della Marchesa | gennaio               |                                        |                  |                    |           |
| 11  |        | Cacciatore d'amore        | febbraio              | Simona Calavetta                       | Andrea Ferreri   | Maria Rita Gentili |           |
| 12  |        | Il ritorno del male       | marzo                 | Simona Calavetta, Gaia Marfurt         | Gaia Marfurt     | Yoko Ippolitoni    |           |
| 13  |        | In nome dell'amore        | aprile                | Simona Calavetta                       | Simona Calavetta | Maria Rita Gentili |           |
| 14  |        | Il piccolo popolo         | maggio                | Gaia Marfurt                           | Gaia Marfurt     | Luca Carboni       |           |
| 15  |        | Fuochi d'estate           | giugno                | Simona Calavetta                       | Simona Calavetta | Federica Salfo     |           |
| 16  |        | Sogni o presagi?          | luglio                | Gaia Marfurt                           | Gaia Marfurt     | Maria Rita Gentili |           |
| 17  |        | Rimembranze               | agosto                | Simona Calavetta                       | Simona Calavetta | Luca Carboni       |           |
| 18  |        | Vendette e malefici       | settembre             |                                        |                  |                    |           |
| 19  |        | Il sacrificio di Sofia    | ottobre               | Simona Calavetta, Alessandro Brandetti | Simona Calavetta | Luca Carboni       |           |
| 20  |        | Il destino delle streghe  | novembre              | Simona Calavetta                       | Simona Calavetta | Maria Rita Gentili |           |

## 2004
| Nr. | Titolo | Titolo                       | Mese di pubblicazione | Soggetto           | Sceneggiatura      | Disegni                             | Copertina |
| --- | ------ | ---------------------------- | --------------------- | ------------------ | ------------------ | ----------------------------------- | --------- |
| 1   |        | Magie                        | maggio                | Simona Calavetta   | Simona Calavetta   | Maria Rita Gentili                  |           |
| 2   |        | Miriel                       | giugno                | Gaia Marfurt       | Gaia Marfurt       | Luca Carboni                        |           |
| 3   |        | Il demone e la Marchesa      | luglio                |                    |                    |                                     |           |
| 4   |        | Festa di mezza estate        | agosto                |                    |                    | Pierdomenico Sirianni               |           |
| 5   |        | Draghi, demoni e altre magie | settembre             |                    |                    |                                     |           |
| 6   |        | Ritorno alla magia           | ottobre               | Gaia Marfurt       | Gia Marfurt        | Luca Carboni, Federica Salfo        |           |
| 7   |        | Demoni e illusioni           | novembre              | Andrea Ferreri     | Andrea Ferreri     | Pierdomenico Sirianni               |           |
| 8   |        | I draghi spettri             | dicembre              | F. Pecoraro Scanio | F. Pecoraro Scanio | Maria Rita Gentili, Giuseppe D'Elia |           |

## 2005
| Nr. | Titolo | Titolo                    | Mese di pubblicazione | Soggetto         | Sceneggiatura    | Disegni            | Copertina |
| --- | ------ | ------------------------- | --------------------- | ---------------- | ---------------- | ------------------ | --------- |
| 9   |        | Segreti svelati           | gennaio               | Simona Calavetta | Simona Calavetta | Maria Rita Gentili |           |
| 10  |        | La regina delle nevi      | febbraio              | Gaia Marfurt     | Gaia Marfurt     | S. Rossini         |           |
| 11  |        | La fonte della chiarezza  | marzo                 |                  |                  |                    |           |
| 12  |        | L'amore del demone        | aprile                |                  |                  |                    |           |
| 13  |        | Il ritorno di Federico    | maggio                |                  |                  |                    |           |
| 14  |        | La magica notte di Feeria | giugno                |                  |                  |                    |           |
| 15  |        | Una mamma per amica       | luglio                |                  |                  |                    |           |
| 16  |        | Il ciondolo dell'amicizia | agosto                |                  |                  |                    |           |
| 17  |        | Senza scampo              | settembre             |                  |                  |                    |           |
| 18  |        | Prova d'amore             | ottobre               |                  |                  |                    |           |
| 19  |        | Caccia alle streghe       | novembre              |                  |                  |                    |           |
| 20  |        | Streghe contro streghe    | dicembre              |                  |                  |                    |           |

## 2006
| Nr. | Titolo | Titolo                                    | Mese di pubblicazione | Soggetto | Sceneggiatura | Disegni | Copertina |
| --- | ------ | ----------------------------------------- | --------------------- | -------- | ------------- | ------- | --------- |
| 21  |        | Il suono del male                         | gennaio               |          |               |         |           |
| 22  |        | Il destino di Miriel                      | febbraio              |          |               |         |           |
| 23  |        | La natura del male                        | marzo                 |          |               |         |           |
| 24  |        | Altroquando                               | aprile                |          |               |         |           |
| 25  |        | Ritorno al futuro                         | maggio                |          |               |         |           |
| 26  |        | Il bacio del vampiro                      | giugno                |          |               |         |           |
| 27  |        | La principessa sirena                     | luglio                |          |               |         |           |
| 28  |        | Storia d'amore e d'avventura              | agosto                |          |               |         |           |
| 29  |        | Ritorno agli abissi + Nascita di un amore | settembre             |          |               |         |           |
| 30  |        | La danza delle fate                       | ottobre               |          |               |         |           |
| 31  |        | Telefonate pericolose                     | novembre              |          |               |         |           |
| 32  |        | Luci e ombre                              | dicembre              |          |               |         |           |

## 2008
| Nr. | Titolo | Titolo                 | Mese di pubblicazione | Soggetto | Sceneggiatura     | Disegni           | Copertina          |
| --- | ------ | ---------------------- | --------------------- | -------- | ----------------- | ----------------- | ------------------ |
| 1   |        | S.O.S. per Isa & Bea   | giugno                |          |                   | Chiara Colagrande | Maria Rita Gentili |
| 2   |        | Festa & Sorpresa!      |                       |          | Chiara Colagrande |                   |                    |
| 3   |        | Le armi dei sentimenti | ottobre               |          |                   | Chiara Colagrande |                    |
| 4   |        | London is Magic!       |                       |          |                   | Chiara Colagrande |                    |

## 2009
| Nr. | Titolo | Titolo           | Mese di pubblicazione | Soggetto | Sceneggiatura | Disegni           | Copertina          |
| --- | ------ | ---------------- | --------------------- | -------- | ------------- | ----------------- | ------------------ |
| 5   |        | La Triade Oscura | maggio                |          |               | Chiara Colagrande | Maria Rita Gentili |
| 6   |        | La terza strega  | giugno                |          |               | Chiara Colagrande |                    |

## Speciali
Gli albi speciali sono albi aperiodici contenenti storie originali a fumetti, che approfondiscono un aspetto del mondo di Isa & Bea o esplorano sviluppi alternativi della storia.
| Nr. | Titolo                                  | Mese e anno di pubblicazione | Soggetto | Sceneggiatura | Disegni           | Copertina        |
| --- | --------------------------------------- | ---------------------------- | -------- | ------------- | ----------------- | ---------------- |
| 1   | L'iniziazione                           | marzo/aprile 2004            |          |               |                   |                  |
| 2   | 5 fumetti & tante storie scritte da voi | n.d.                         |          |               |                   |                  |
| 3   | Crepuscolo - La bella e il vampiro      | inverno 2008                 |          |               | Chiara Colagrande | Gianluca Oliveri |